# 胡穆亞
胡穆亞（西班牙語：Humuya），是洪都拉斯的城鎮，位於該國中西部，由科馬亞瓜省負責管轄，面積53.60平方公里，海拔高度670米，2001年人口1,045，人口密度每平方公里19.5人。
14°15′N 87°40′W / 14.250°N 87.667°W